# Eilema marguerita
Eilema marguerita är en fjärilsart som beskrevs av Van Eecke 1927. Eilema marguerita ingår i släktet Eilema och familjen björnspinnare. Inga underarter finns listade i Catalogue of Life.